# وجدي كشريدة
وجدي كشريدة (مواليد 5 نوفمبر 1995) هو لاعب كرة قدم تونسي محترف يلعب في مركز الظهير الأيمن في نادي الغرافة القطري ومنتخب تونس.

## المسيرة

### المسيرة مع الأندية
لعب كشريدة بأول مباراة احترافية له مع النجم الرياضي الساحلي بفوزه على الترجي الرياضي الجرجيسي بنتيجة 3-0 في 10 سبتمبر 2016 في إطار الرابطة التونسية المحترفة الأولى.

### المسيرة مع المنتخب
ظهر كشريدة لأول مرة مع المنتخب التونسي في تصفيات كأس الأمم الأفريقية 2019 ضد إسواتيني في 22 مارس 2019. كما تم إستدعاه مع تونس في كأس الأمم الأفريقية 2019.

## الإحصائيات

### الإحصائيات الدولية
آخر تحديث 17 يوليو 2019.
| المنتخب الوطني | السنة   | مباريات | أهداف |
| -------------- | ------- | ------- | ----- |
| تونس           | 2019    | 8       | 0     |
| المجموع        | المجموع | 8       | 0     |

## روابط خارجية
- وجدي كشريدة على موقع قاعدة بيانات كرة القدم.إي يو (الإنجليزية)
- وجدي كشريدة على موقع ناشيونال فوتبول تيمز (الإنجليزية)
- وجدي كشريدة على موقع Soccerway.com (الإنجليزية)
- وجدي كشريدة على موقع عالم كرة القدم.نت (الإنجليزية)